# Battaglia di Reading
La prima battaglia di Reading fu una battaglia combattuta il 4 gennaio 871 presso Reading, in quella che oggi è la contea inglese del Berkshire.

## Storia
Fu la prima di una serie di battaglie con vittorie di entrambi gli schieramenti, seguite all'invasione del Regno del Wessex da parte di un esercito di Dani guidati da Bagsecg e Halfdan Ragnarsson. Sia questo singolo scontro che tutta la campagna vengono descritti nella Cronaca anglosassone, che rappresenta la prima dimostrazione scritta dell'esistenza della città di Reading.
I Dani stabilirono un campo presso Reading, difesa dai fiumi Tamigi e Kennet su due lati, e da bastioni sul fianco occidentale. Tre giorni dopo il loro arrivo un gruppo di Dani si avvicinò alla città di Englefield, dove un manipolo di Sassoni occidentali guidati da Æthelwulf, Ealdorman dello shire, li stava aspettando. Nella successiva battaglia di Englefield vennero uccisi molti Dani, ed il resto fuggì a Reading.
Quattro giorni dopo Æthelwulf si era riunito al resto dell'esercito sassone, guidato da re Etelredo e dal fratello, Alfredo il Grande. L'intera forza sassone marciò su Reading. L'assalto fu diretto alla porta dei bastioni, e ne seguì una lotta sanguinosa e violenta, prima che l'attacco venisse respinto. Tra i molti caduti ci fu Æthelwulf. Le forze sassoni furono obbligate a ritirarsi, permettendo ai Dani di continuare l'avanzata nel Wessex.
Dopo la battaglia di Reading, Æthelred ed Alfredo ricostruirono il loro esercito, e pochi giorni dopo conquistarono una famosa vittoria nella battaglia di Ashdown, obbligando i Dani tornare di nuovo a Reading. Due settimane dopo i Dani vinsero a Basing, ed il 22 marzo a Marton. Ad aprile morì Etelredo, a cui succedette Alfredo. I Dani rimasero a Reading fino alla fine dell'871, quando si ritirarono nella loro roccaforte invernale di Londra. Buona parte del regno di Alfredo, durato 28 anni, fu occupato dalla lotta contro i Dani.